# داویت مالیان
داویت ملکومی مالیان (ارمنی: Դավիթ Մալյան؛ انگلیسی: David Melkumovich Malyan؛ زاده ۱۷ آوریل ۱۹۰۴ – درگذشته ۱۷ ژوئیهٔ ۱۹۷۶) یک بازیگر فیلم و تئاتر اهل ارمنستان بود. وی یکی از هنرمندان پیشگام فرهنگستان دولتی تئاتر سوندوکیان از سال ۱۹۳۲ بود.

## زندگی‌نامه
وی در ۱۷ آوریل [سبک قدیمی: ۴ آوریل] ۱۹۰۴ در زاقاتالا  به دنیا آمد و از  فارغ‌التحصیل گشت. همچنین برندهٔ جوایزی همچون جایزه استالین، جایزه هنرمند مردمی اتحاد جماهیر شوروی (۱۹۷۴)، هنرمند شایسته ارمنستان شوروی (۱۹۴۳) و جایزه هنرمندی مردمی ارمنستان شوروی (۱۹۴۳) شده است. وی در ۱۷ ژوئیهٔ ۱۹۷۶ در سن ۷۲ سالگی در ایروان درگذشت و در آرامستان مرکزی ایروان (توخماخ) به خاک سپرده شد.

## بخشی از فیلمشناسی
از فیلم‌ها یا برنامه‌های تلویزیونی که وی در آن نقش داشته‌است می‌توان به پپو (۱۹۳۵)، زانگزور (۱۹۳۸)، داویت بک (۱۹۴۳)، آناهیت (۱۹۴۷) اشاره کرد.

## نگارخانه

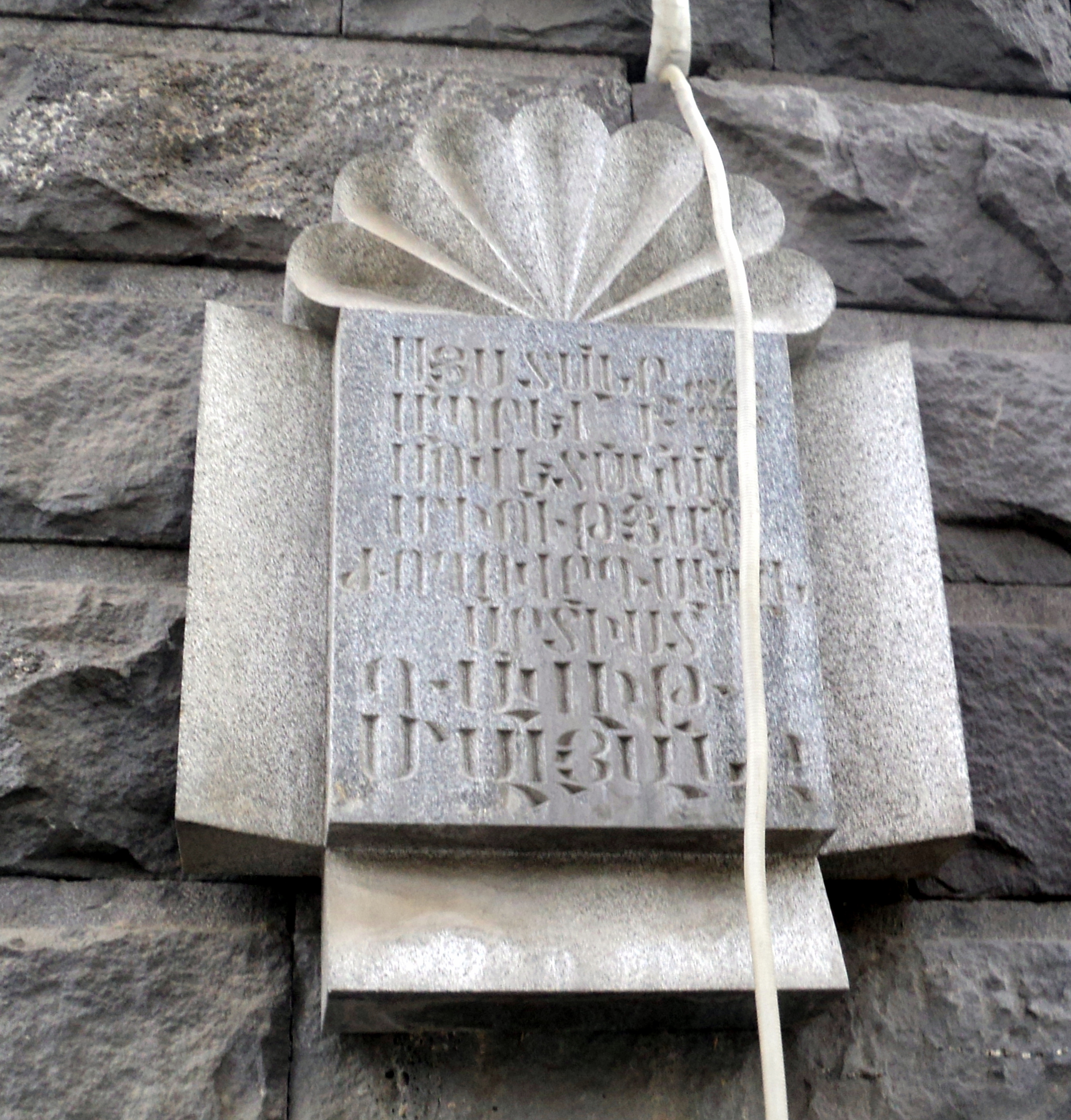